# Gamprin
Gamprin (Dialekt: Gamprii) ist eine Gemeinde im Unterland des Fürstentums Liechtenstein. Gamprin verfügt über eine Exklave. Zusammen mit dem Ort Bendern bildet Gamprin eine Doppelgemeinde im Liechtensteiner Unterland.

## Geographie
| Nendler Berg |

| Bendern |

| Eschnerberg |

| Riet |

| Gamprin |

Gamprin mit einer Fläche von 6,188 km² liegt im liechtensteinischen Unterland. Die Gemeinde liegt in der Hügellandschaft westlich des Eschnerbergs und besteht aus den Dörfern Gamprin und Bendern. Im Süden stösst Gamprin an die Exklave Rheinau-Tentscha der Gemeinde Eschen sowie an das Vaduzer und Schaaner Riet, im Osten liegt die Gemeinde Eschen, und im Norden Schellenberg und Ruggell. Im Westen bildet der Rhein die Grenze zur Gemeinde Sennwald im schweizerischen Kanton St. Gallen.
Gamprin verfügt mit dem sogenannten Nendler Berg westlichen Abhang des Dreischwesternmassivs über eine Exklave. Es handelt sich um 72,38 ha Gemeindewald oberhalb von Nendeln und Schaanwald.

### Gemeindeboden
Ein weiterer Gemeindewald von 40,52 ha Grösse befindet sich am Eschnerberg. Im Vergleich zu anderen Gemeinden besass Gamprin viel Riedboden. Weil die Bildung einer Bürgergenossenschaft 2004 in einer Gemeinde- und Bürgerabstimmung verworfen wurde, fiel das vormalige Bürgervermögen an die politische Gemeinde. Trotzdem haben nach wie vor 62 Hausbesitzer das Recht auf die Nutzung von Grundstücken im Riet. Wie die anderen Unterländer Gemeinden besitzt Gamprin keine Viehalp im Inland. Die Gemeinde Gamprin besitzt aber eine Viehalp am Arlberg, die Alpe Rauz, die mit etwa 7 km2 grösser ist als das Gemeindegebiet Gamprins.

## Geschichte

Rheineinbruch bei Bendern im Jahr 1927, aufgenommen von Walter Mittelholzer

In Gamprin wurde Zeugen aus der Stein-, Bronze- und Eisenzeit gefunden. Auf dem Gebiet der Gemeinde befindet sich der bedeutende archäologische Fundplatz Lutzengüetle.
Die kirchlichen und herrschaftlichen Verhältnisse von Gamprin entsprechen vom Mittelalter bis in die Neuzeit jenen der Pfarrei Bendern. 1499 erfolgte eine Brandschatzung durch die Eidgenossen. 1622 bis 1637 war Gamprin während der Bündner Wirren von Truppendurchzügen und der Pest betroffen. Die älteste erhaltene Dorfordnung von 1643 umschrieb Nutzungsrechte und -pflichten der Dorfgenossen an Weiden und Wäldern. 1761 bis 1822 wurden die Gemeindegrenzen gebildet durch die Aufteilung der gemeinsamen Güter (Wiesen, Auen, Felder, Wälder) zwischen Gamprin, Eschen, Ruggell und Mauren.
Eine bis 1927 betriebene Rheinmühle war bis Mitte des 18. Jahrhunderts im Besitz der Landesherrschaft, danach von Gamprin. Die Rechte an der Rheinfähre Bendern–Haag hatten die Grafen von Werdenberg, 1517 bis 1798 Glarus und  ab 1803 der Kanton St. Gallen inne. Der erste Brückenbau 1867/68 bedeutete die Auflassung der Fähre. 1895/96 und 1963–1965 folgten Neubauten. Bis 1923 wurde zeitweilig ein Brückengeld erhoben. 1927 ereignete sich ein verheerender Rheineinbruch. Nach dem Zollvertrag von 1923 nahm der schweizerische Bevölkerungsanteil von 2 % im Jahr 1930 auf 12 % 1989 zu. 1998 lag er bei 10 %. Bis Mitte des 20. Jahrhunderts dominierten Ackerbau und Viehwirtschaft. Von 1955 bis 1985 ging die Zahl der Betriebe von 61 auf 16 zurück. Die Gemeinde besitzt die Alpe Rauz am Arlberg und zusammen mit Ruggell die Genossenschaftsalpe Fahren-Ziersch in Vandans im Montafon. Mit der Ansiedlung eines vielfältigen Gewerbes und von Industrie änderte sich ab 1955 die Beschäftigungsstruktur. 2000 gab es in Gamprin rund 1600 Arbeitsplätze, davon rund drei Fünftel im zweiten Wirtschaftssektor.

## Wappen
Gamprin hatte bis 1950 weder ein eigenes anerkanntes Wappen noch eine Gemeindefahne oder Gemeindefarben. Bei der Landesfeier in jenem Jahr sollten sich alle Gemeinden präsentieren. Gamprin behalf sich notgedrungen mit dem nicht anerkannten Wappen. Das Wappen bestand damals noch aus den Symbolen der Benderner Kirche, konkret den Stufen des einstigen Dachs und des Kirchturms. 1957 entschied sich der Gemeinderat dafür, eine Kommission einzusetzen, um diese Übergangslösung zu beenden. Die Kommission bekam den Auftrag, ein anerkanntes Wappen für die Gemeinde Gamprin-Bendern zu entwerfen sowie die dazugehörigen Gemeindefarben und -fahne auszuarbeiten.
Die Kommission beschäftigte sich intensiv mit dem Motiv. Als Basis und Leitgedanke diente der alte Name Gamprins – campus Rheni, was so viel heisst wie Feld am Rhein. Das goldene Wellenband, welches das heutige Wappen (siehe rechts) durchzieht, erinnert an die Lage Gamprins am Rhein. Im Wappen sollte aber auch der geschichtlich bedeutende Dorfteil Bendern seinen Niederschlag finden. Aus dem Wappen des Ritters Rüdiger von Limbach, Besitzer des alten Pfarrhauses und ausgedehnter Güter, wurden die beiden Rosen in das Wappen einbezogen.
Der Vorschlag der Kommission fand nach heraldischer Ausbreitung die Zustimmung des Gemeinderats. Fürst Franz Josef II. verlieh ein Jahr später, also 1958, durch Wappenbrief der Gemeinde Gamprin-Bendern das Recht, Wappen und Fahnen zu führen.

## Politik
Gemeindevorsteher ist seit der Gemeindewahl 2019 Johannes Hasler (FBP). Bei der Gemeindewahl am 5. März 2023 erhielt er 84,1 % der gültigen Stimmen und wurde damit im Amt bestätigt.
Der Gemeinderat zählt einschliesslich des getrennt gewählten Gemeindevorstehers neun Sitze: Bei der Gemeinderatswahl am 5. März 2023 erhielt die Fortschrittliche Bürgerpartei (FBP) aufgrund des Stimmenergebnisses vier Sitze und die Vaterländische Union (VU) ebenfalls vier Sitze. Die Sitzverteilung hat sich damit im Vergleich zur vorigen Wahl nicht verändert. Die Wahlbeteiligung lag bei 69,6 %.

## Sehenswürdigkeiten
- Pfarrkirche Mariä Himmelfahrt in Bendern
- Schwurplatz: am 16. März 1699 schworen hier die Unterländer Männer erstmals dem Fürsten von Liechtenstein die Treue.
- Unterländerbrunnen
- Marien-Grotte (Pilgerstätte)
- Lotzagüetle mit Spuren einer Besiedlung aus der jungsteinzeitlichen Pfyner Kultur (ca. 4000 v. Chr.)
- Gampriner Seelein, ein 1927 auf natürliche Weise entstandener See

## Freizeit
Im Jahre 2011 wurde die Freizeitanlage «Grossabünt» eröffnet. Diese Anlage ist Austragungsort eines Weihnachtschwimmens, das 2015 zum dritten Mal stattfand.

## Persönlichkeiten
In Gamprin geboren
- Wilhelm Büchel (1873–1951), Landwirt und Politiker (FBP), Abgeordneter im Landtag des Fürstentums Liechtenstein
- Wilhelm Näscher (1892–1948), Landwirt und Politiker (FBP), Abgeordneter im Landtag des Fürstentums Liechtenstein
- Johann Georg Hasler (1898–1976), Landwirt und Politiker (FBP), Abgeordneter im Landtag des Fürstentums Liechtenstein
- Ernst Büchel (1922–2003), Rechtsanwalt und Politiker (FBP), Abgeordneter im Landtag des Fürstentums Liechtenstein
- Armin Meier (1941–1999), Heilpädagoge und Politiker (FBP), Abgeordneter im Landtag des Fürstentums Liechtenstein
- Otmar Hasler (* 1953), Lehrer und Politiker (FBP), Regierungschef des Fürstentums Liechtenstein
- Matthias Kaiser (* 1991), Liechtensteiner Autorennfahrer

Mit Bezug zur Gemeinde
- Georg Gstöhl (1925–1999), Lehrer und Politiker (VU), Abgeordneter im liechtensteinischen Landtag, war Lehrer, Organist und Dirigent in Gamprin
- Elfried Hasler (* 1965), Finanzanalytiker, Vermögensverwalter und Politiker (FBP), Abgeordneter im liechtensteinischen Landtag, wuchs in Gamprin auf
- Marina Nigg (verheiratete Marina Bürzle, * 1984), Skirennläuferin, startete für den SV Gamprin

## Bilder

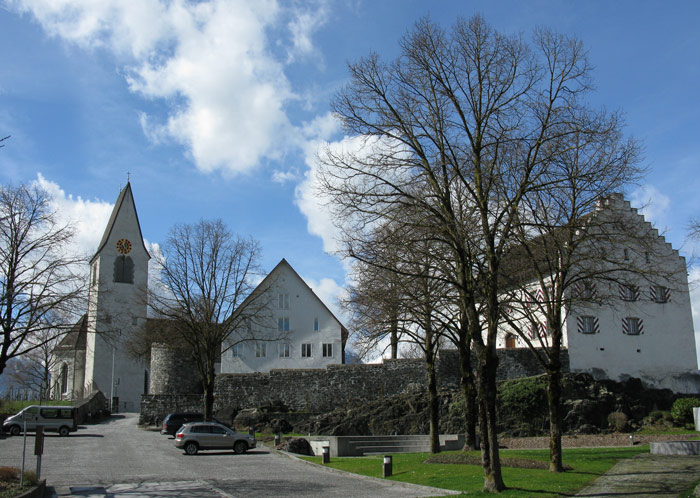
Kirchhügel in Bendern
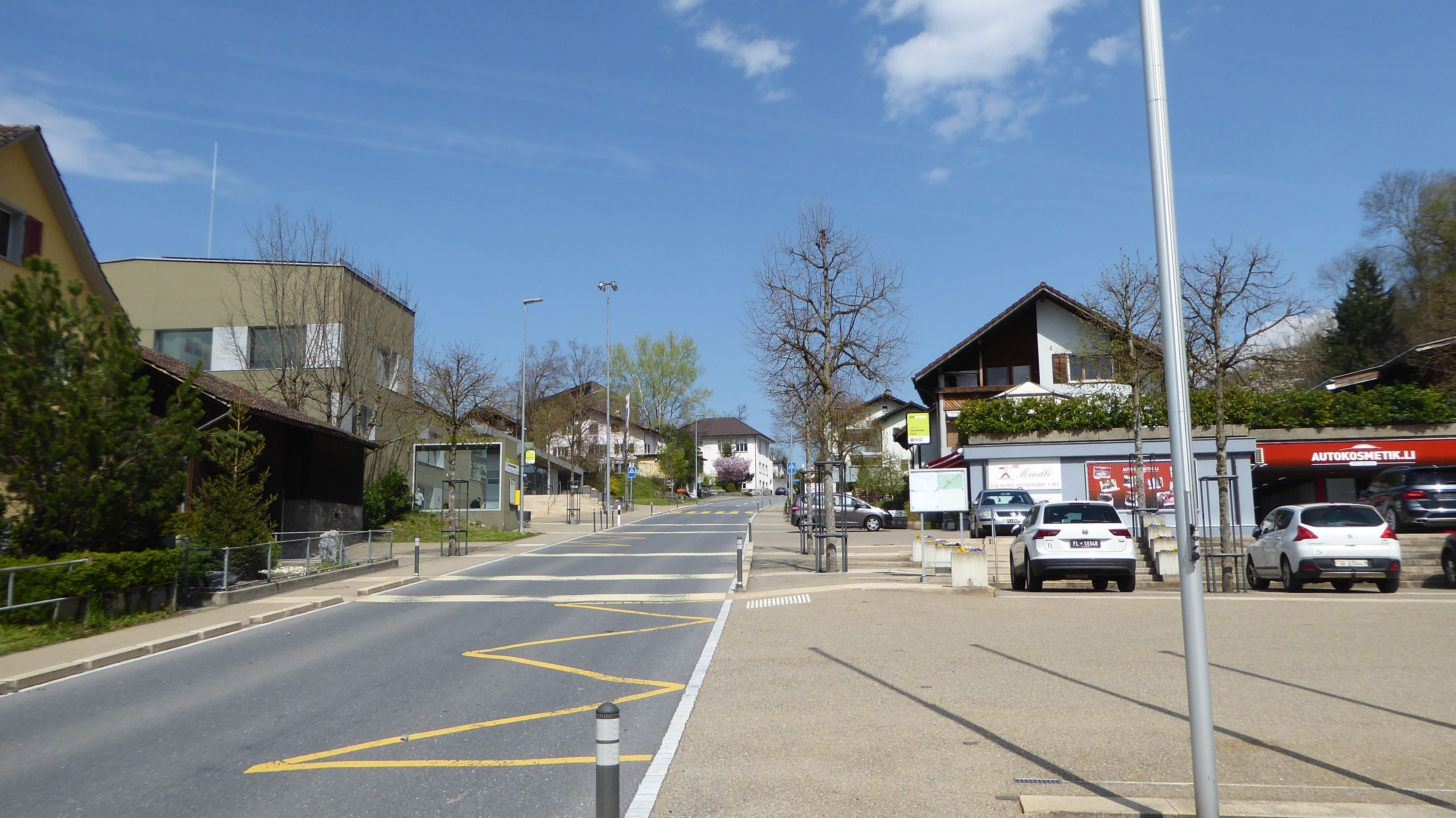
Dorfzentrum mit der Bushaltestelle Gemeindehaus
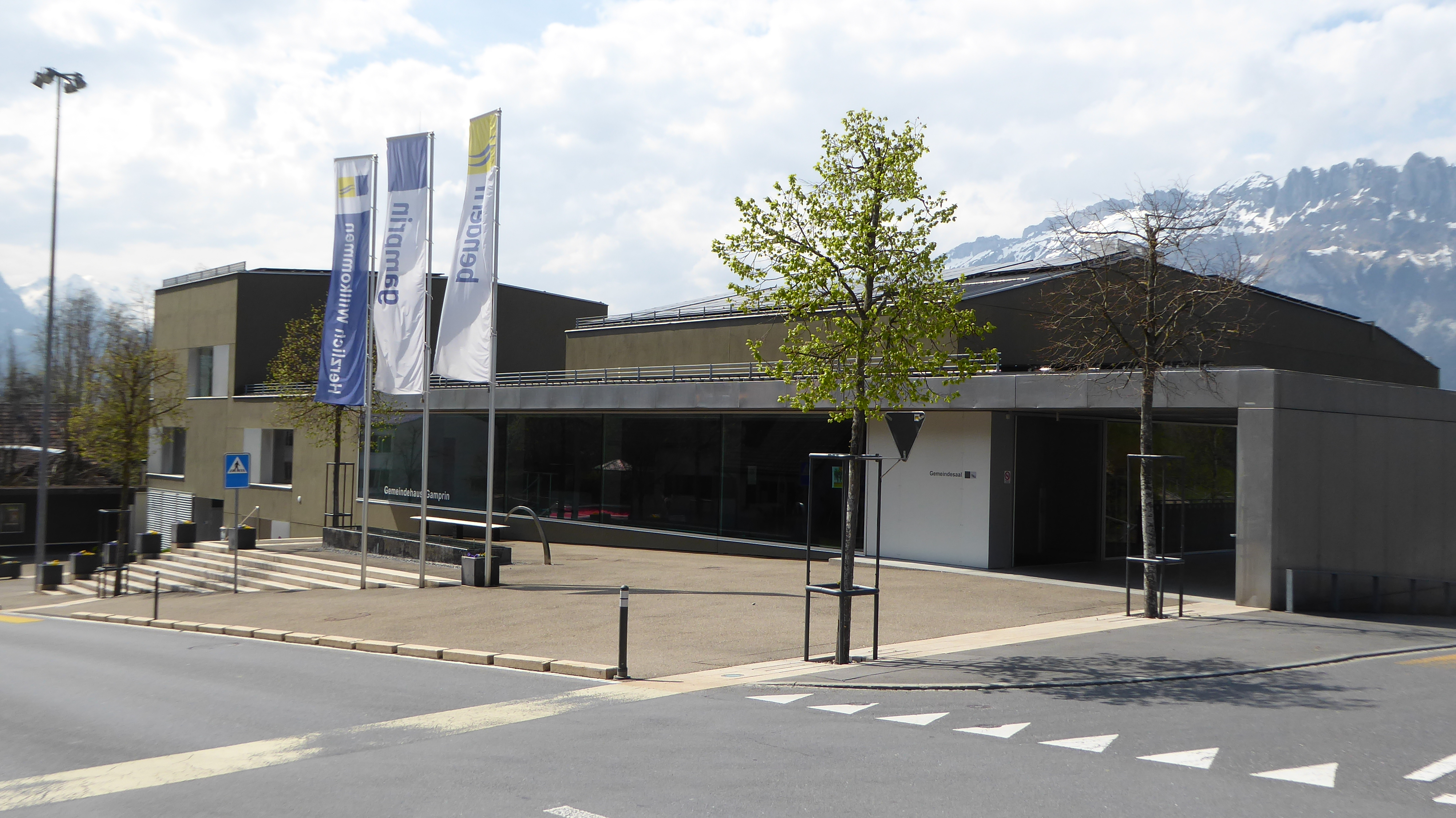
Gemeindehaus (rechts) und Gemeindesaal
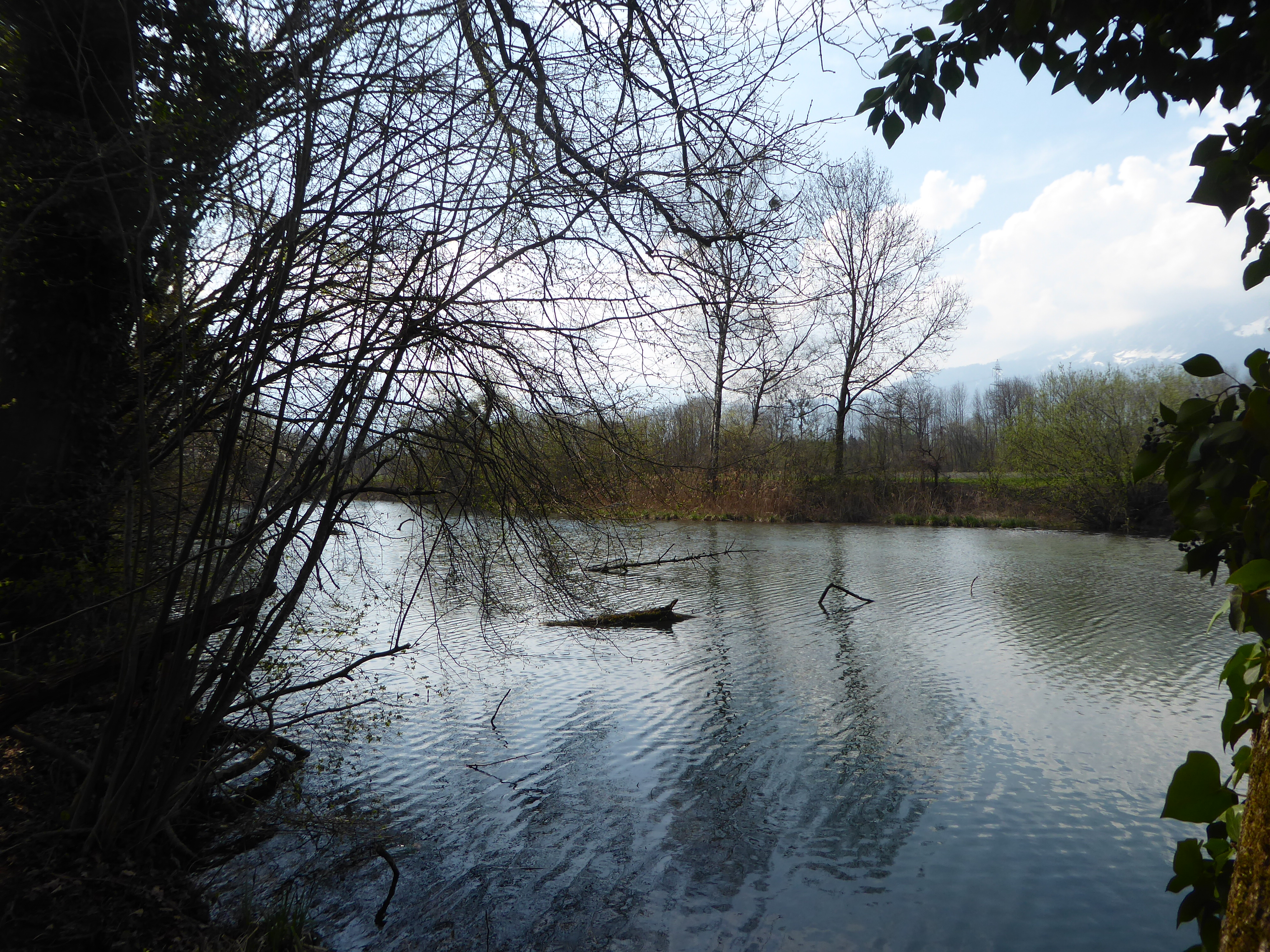
Gampriner Seelein
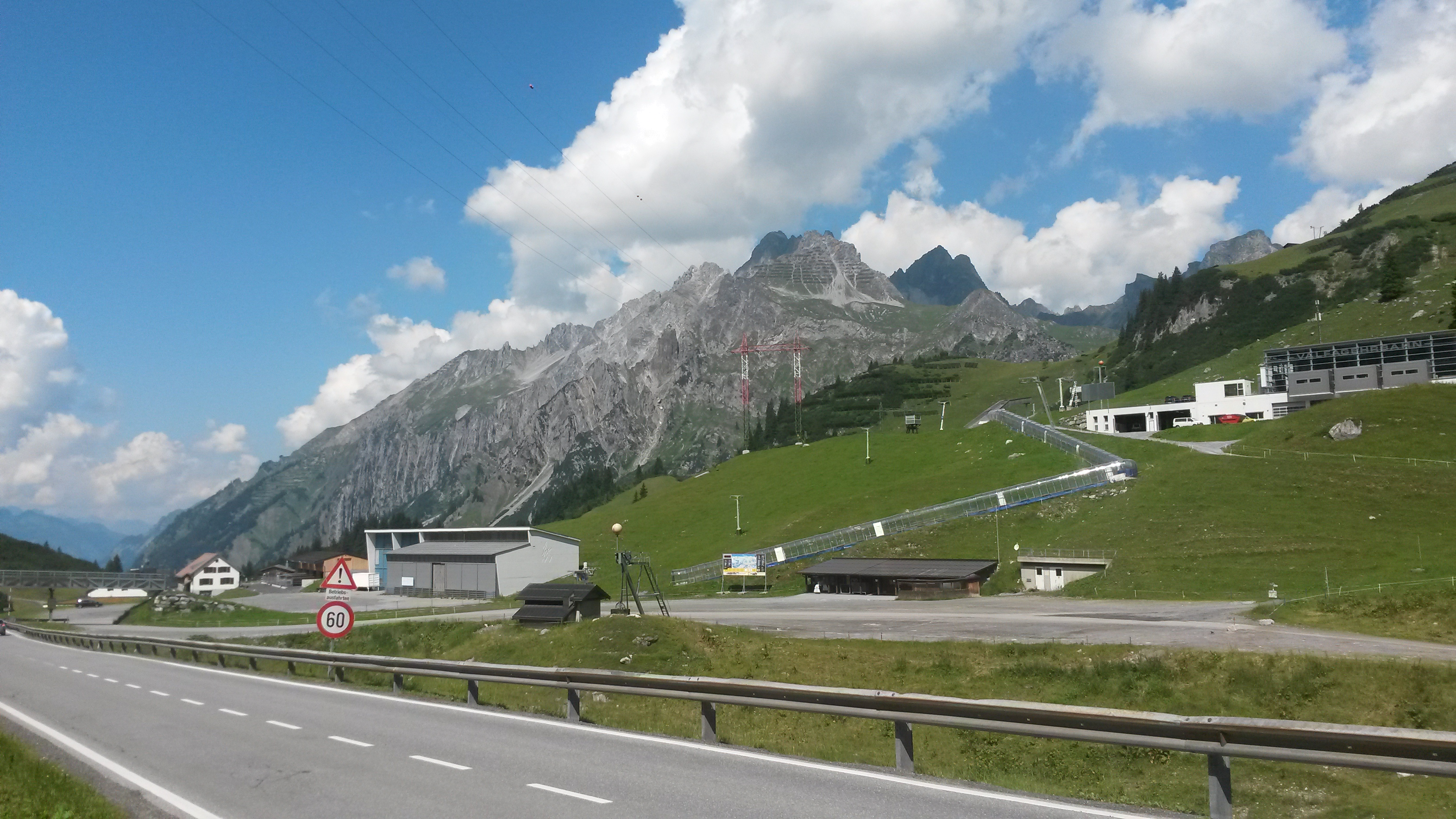
Gamprin besitzt die Alpe Rauz am Arlberg